# Snake Valley
Snake Valley – miasto w Australii, w stanie Wiktoria.